# V994 Геркулеса
V994 Геркулеса (лат. V988 Herculis), HD 170314 — кратная звезда в созвездии Геркулеса на расстоянии приблизительно 1044 световых лет (около 320 парсек) от Солнца.
Пара первого и второго компонентов — двойная затменная переменная звезда типа Алголя (EA). Видимая звёздная величина звезды — от +7,24m до +6,93m. Орбитальный период — около 2,0836 суток.
Пара четвёртого и пятого компонентов — двойная затменная переменная звезда типа Алголя (EA)*. Видимая звёздная величина звезды — +8,9m. Орбитальный период — около 1,42 суток.
Открыта C.-U. Lee в 2008 году.

## Характеристики
Первый компонент (ADS 11373 Aa) — бело-голубая звезда спектрального класса B8V*, или B9Vn, или B9V, или B9. Масса — около 2,83 солнечной, радиус — около 2,15 солнечного, светимость — около 85,5 солнечной*.
Второй компонент (ADS 11373 Ab) — белая звезда спектрального класса A0V*. Масса — около 2,3 солнечной, радиус — около 1,71 солнечного, светимость — около 19,9 солнечной*.
Третий компонент — красный карлик спектрального класса M. Масса — около 458,58 юпитерианской (0,4378 солнечной). Удалён в среднем на 2,378 а.е..
Четвёртый компонент (ADS 11373 Ba) — белая звезда спектрального класса A2V*. Масса — около 1,87 солнечной, радиус — около 1,59 солнечного, светимость — около 14,9 солнечной*. Удалён на 0,9 угловой секунды. Орбитальный период — около 1063 суток (2,91 года).
Пятый компонент (ADS 11373 Bb) — белая звезда спектрального класса A4V*. Масса — около 1,86 солнечной, радиус — около 1,5 солнечного, светимость — около 10,6 солнечной*.
Шестой компонент (TYC 2110-1170-2).